# 康尼·西利亚库斯
康拉德·维克托·西利亚库斯（瑞典語：Konrad Viktor Zilliacus，1855年12月18日—1924年6月19日），芬兰独立运动活动家，日俄战争期间接受日本间谍明石元二郎的资助，参与策划了格拉夫顿事件，试图为芬兰独立运动人士运送武器，儿子小科尼·齐利亚克斯后为英国工党政治家。